# Маяватн
Маяватн (норв. Majavatn) — деревня в коммуне Гране в фюльке Нурланн в Норвегии. Расположена на восточном берегу озера Store Majavatnet. Трасса Е6 и железнодорожная линия Нурланнсбанен (норв. Nordlandsbanen) проходят по территории Маяватна. Железнодорожная станция Маяватн расположена на расстоянии 322 км от Тронхейма и на высоте 319,9 м над уровнем моря. Южносаамские оленеводы ездят на оленьих упряжках по территории Маяватна.
Во время Второй мировой войны на ферве Танген в деревне Маяватн происходили столкновения между Немецкими и Норвежскими гражданами. Эти события позже стали известны как Маяватнское дело.

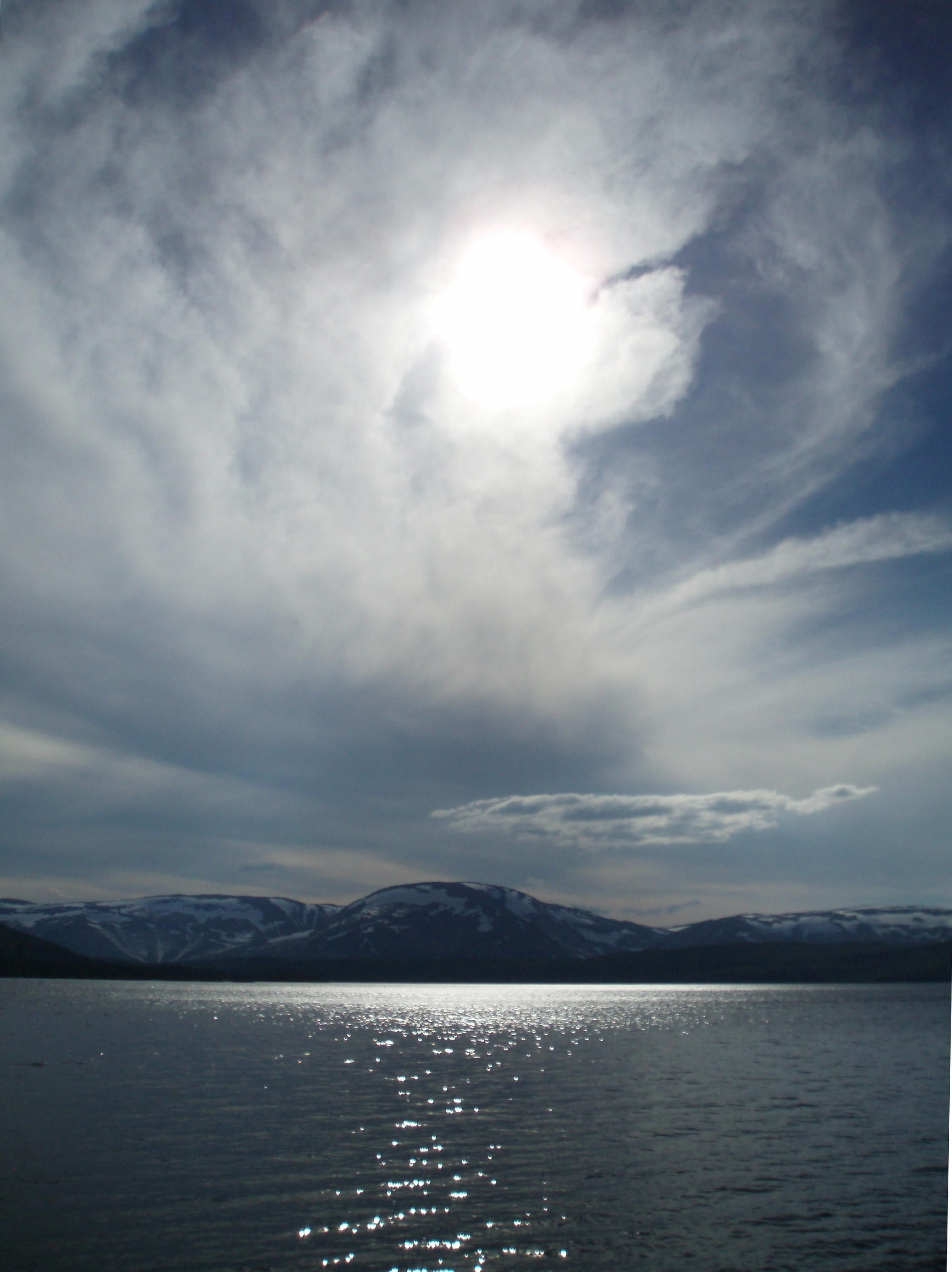
Маяватн